# Nikolaus Jürgensen
Nikolaus Jürgensen (* 26. Januar 1906 in Borby, jetzt Eckernförde; † 17. März 1971 in Hamburg) war ein deutscher Politiker (SPD).

## Leben und Beruf
Nikolaus Jürgensen ist der älteste Sohn des Politikers Jürgen Jürgensen. Nach dem Schulbesuch war Jürgensen von 1921 bis 1933 bei der örtlichen Krankenkasse beschäftigt. 1924 trat Jürgensen der SPD bei, im Januar 1933 wurde er zum Vorsitzenden der SPD von Eckernförde gewählt. Zudem war er seit 1930 Vorsitzender des Verbands der Angestellten.
Im April 1933 wurde Jürgensen auf Betreiben des neuen NS-Bürgermeisters Helmut Lemke mit Gesinnungsgenossen in Schutzhaft genommen und unter entwürdigenden Bedingungen in der Moltke-Kaserne in Schleswig festgehalten. Nach über sechs Wochen wurde Jürgensen für weitere sechs Wochen in das Zuchthaus in Rendsburg überführt.
Anschließend war Jürgensen arbeitslos. Seinen Lebensunterhalt sicherte er sich durch Kaffeeverkauf von Haus zu Haus. So konnte er enge Kontakte zu Widerstandskreisen pflegen.
1937 kam er der drohenden Ausweisung aus Eckernförde zuvor, indem er eine Stelle bei der Hamburger Baustoffhandlung Backhaus antrat. Diese betrieb damals auch eine Kiesgrube in Karlsminde. Die Tätigkeit als Geschäftsführer einer Firma, die Kies und Zement für den jütländischen Abschnitt des Westwalls lieferte, sicherte ihm ab Kriegsbeginn die Freistellung von der Wehrpflicht.
Jürgensen bemühte sich jüdischen Bürgern zu helfen. Seine Tochter Hilde berichtete, dass er sogar im Untergeschoss ihres Wohnhauses jüdische Menschen aus Hamburg bis zum Kriegsende beherbergte.

## Abgeordneter
Von 1946 bis 1957 gehörte Jürgensen der Hamburgischen Bürgerschaft an, die ihn 1947 als Deputierten in die Behörde für Wirtschaft und Verkehr entsandte.
Von 1957 bis 1969 war er Mitglied des Deutschen Bundestages und dort von 1965 bis 1969 stellvertretender Vorsitzender des Rechnungsprüfungsausschusses.
Nikolaus Jürgensen ist stets als direkt gewählter Abgeordneter des Wahlkreises Hamburg VI bzw. seit 1965 des Wahlkreises Bergedorf in den Bundestag eingezogen.
Kinder
Hilde Peter, geb. Jürgensen (1933  – 2013)
Hans Jürgensen (* 1937)